# تادلی
latitudeتادلیlongitudeتادلی
تادلی (به انگلیسی: Tadley) یک منطقهٔ مسکونی در انگلستان است که در جنوب شرقی انگلستان واقع شده‌است.

## خصوصیات
تادلی ۱۱٬۶۵۱ نفر جمعیت دارد.